# Zero: Fever Part.2
Zero: Fever Part.2 è il sesto EP della boy band sudcoreana Ateez, pubblicato nel 2021.

## Tracce
1. Fireworks (I'm the One) (불놀이야; Bulnoriya) – 3:29 (testo: EDEN, Ollounder, LEEZ, Kim Hongjoong, Song Mingi – musica: EDEN, Ollounder, LEEZ, BUDDY)
2. The Leaders (선도부; Seondobu) – 3:12 (testo: EDEN, HLB, Ollounder, Kim Hongjoong, Song Mingi – musica: EDEN, HLB, Ollounder, Peperoni, Oliv)
3. Time of Love – 2:56 (testo: EDEN, Ollounder, LEEZ, Peperoni, Oliv, Kim Hongjoong, Song Mingi – musica: EDEN, Ollounder, LEEZ, Peperoni, Oliv)
4. Take Me Home – 3:41 (testo: EDEN, LEEZ, Ollounder, Kim Hongjoong, Song Mingi – musica: EDEN, LEEZ, Eom Taewon, Ollounder)
5. Celebrate – 3:16 (testo: EDEN, Kim Hongjoong, Ollounder, LEEZ, Peperoni, Oliv, Song Mingi – musica: EDEN, Kim Hongjoong, Ollounder, LEEZ, Peperoni, Oliv)
6. Take Me Home (English version) – 3:41 (testo: EDEN, LEEZ, Ollounder, Kim Hongjoong, Song Mingi – musica: EDEN, LEEZ, Eom Taewon, Ollounder)
7. I'm the One (Heat-Topping version) – 3:52 (testo: EDEN, LEEZ, Ollounder, Kim Hongjoong, Song Mingi – musica: EDEN, LEEZ, Ollounder, BUDDY)